# Seat 12

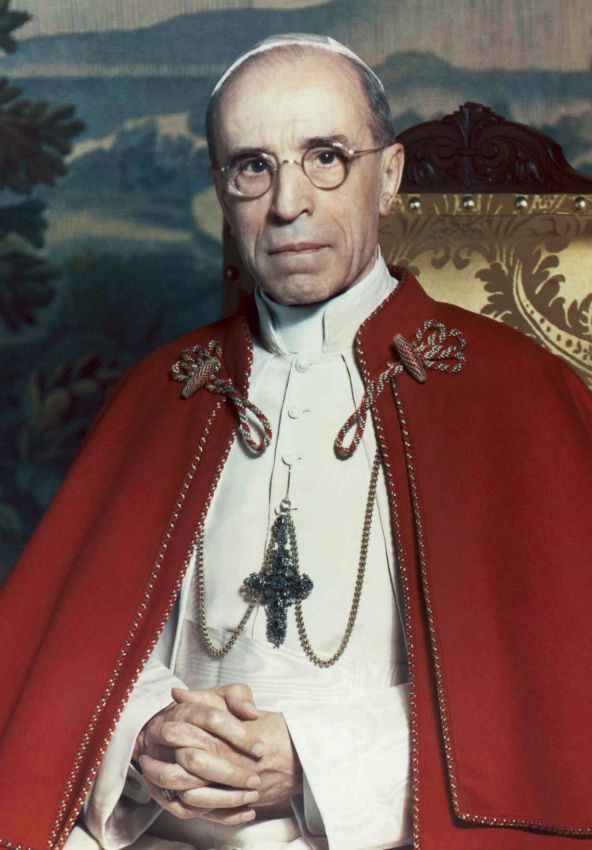
Papa Pius al XII-lea

Seat 12 a fost o campanie de dezinformare și manipulare inițiată de KGB în anii 1960, pentru discreditarea Bisericii Catolice. Scenariul a fost deconspirat de generalul Ion Mihai Pacepa în anul 2007. Conform acestuia, generalul Ivan Agaianț, șeful departamentului de diversiuni din cadrul KGB, a creat un proiect de prezentare a papei Pius al XII-lea drept simpatizant nazist. În anul 1963 regizorul Erwin Piscator a pus în scenă în Berlinul de Vest piesa de teatru Vicarul⁠(en)[traduceți] (Der Stellvertreter), care insinua acest lucru.

## Desfășurare
Conform generalului Pacepa motto-ul operațiunii a fost principiul că „morții nu se pot apăra”, legat de faptul că papa Pius al XII-lea murise în anul 1958.
Pacepa a relatat interesul manifestat de KGB de a folosi în această operațiune agenți români, pe fondul simulării dorinței Republicii Socialiste România de a restabili relațiile diplomatice cu Sfântul Scaun. Sub acest pretext au fost inițiate negocieri cu arhiepiscopul Agostino Casaroli, în cadrul cărora partea română a obținut acces la arhivele Vaticanului.
Generalul Ivan Agaianț l-a informat pe Ion Mihai Pacepa la București în 1963 că operațiunea de dezinformare „s-a materializat într-o puternică piesă de teatru în care este  atacat papa Pius al XII-lea.”